# Hurdal
Hurdal ist eine Kommune im norwegischen Fylke Akershus. Die Kommune hat 3022 Einwohner (Stand: 1. Januar 2025) und liegt am nördlichen Rand des Großraumes Oslo. Verwaltungssitz ist die Ortschaft Torget.

## Geografie

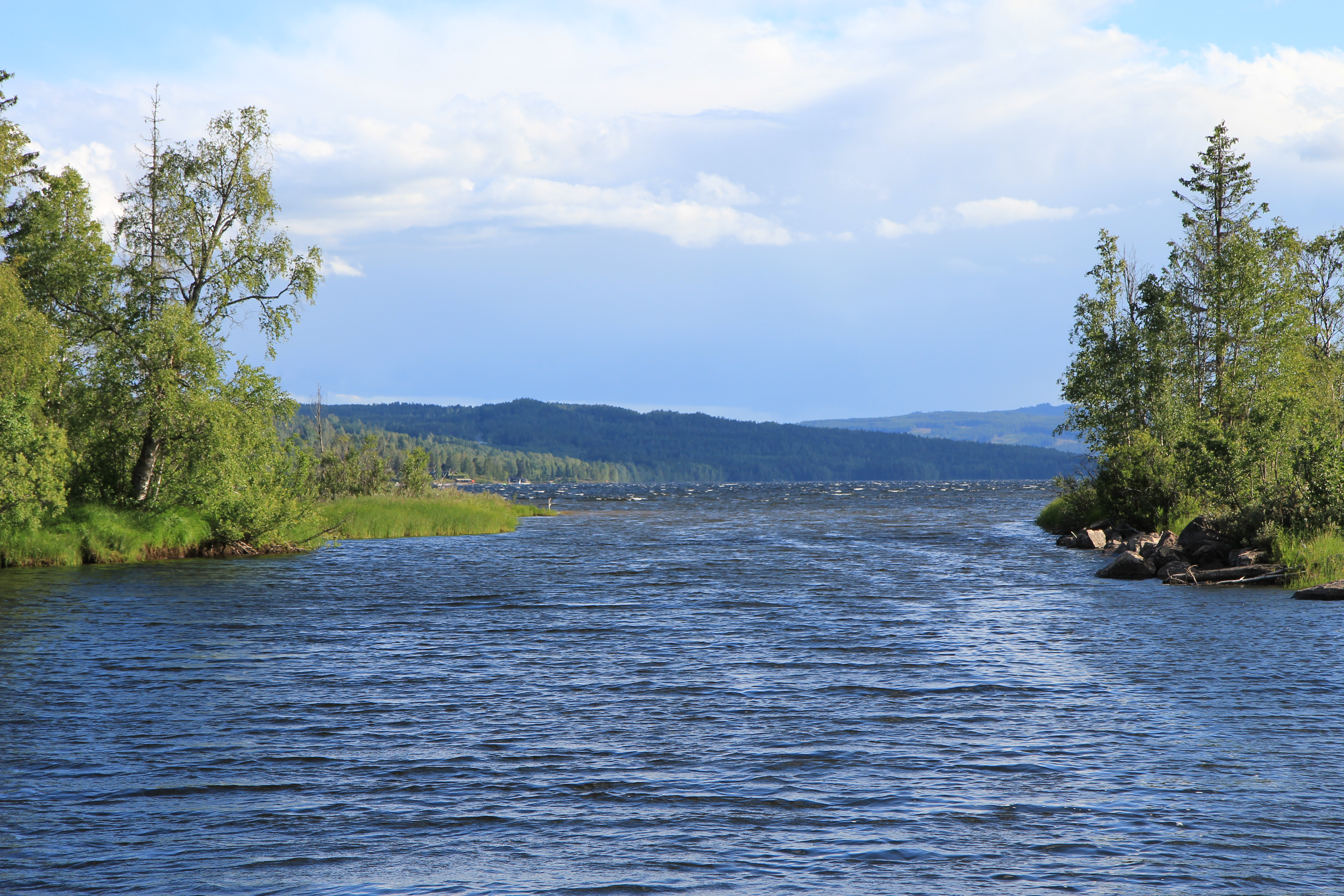
Mündung der Hurdalselva in den Hurdalssjøen

Hurdal liegt im Norden des Fylkes Akershus in der Landschaft Romerike. Die Gemeinde grenzt an Østre Toten im Norden, Eidsvoll im Osten, Nannestad im Süden, Gran im Westen sowie Vestre Toten an einem kurzen Stück im Nordwesten. Die Grenze zu Gran, Vestre Toten und Østre Toten stellt zugleich die Grenze zwischen den Fylkern Akershus und Innlandet dar. Im Südosten der Kommune liegt der nördliche Teil des Sees Hurdalssjøen. Von Norden kommend fließt der Fluss Hurdalselva auf ihn zu. Am Mündungsbereich liegt die Ortschaft Torget. Etwas weiter südwestlich mündet die Gjødingelva in den See, sie fließt vom ebenfalls in der Kommune gelegenen See Skrukkelisjøen ab. Die Gesamtfläche der Kommune beträgt 284,95 km², wobei Binnengewässer zusammen 23,93 km² ausmachen.
Das Terrain erreicht im Norden und Westen Höhen von über 750 moh. Die Erhebung Fjellsjøkampen auf der Nordgrenze stellt mit einer Höhe von 812,24 moh. den höchsten Punkt der Kommune Hurdal dar. Das Gebiet um den Berg wurde im Jahr 2008 Teil des Naturschutzgebietes Fjellsjøkampen naturreservat.

## Einwohner
Die Einwohner ist vor allem westlich des Hurdalssjøen und entlang der Hurdalselva verteilt. In der Gemeinde liegen zwei sogenannte Tettsteder, also zwei Ansiedlungen, die für statistische Zwecke als eine städtische Siedlung gewertet werden. Diese sind Prestegårdshagen mit 374 und Torget mit 800 Einwohnern (Stand: 1. Januar 2024).
Die Einwohner der Gemeinde werden Hurdaling oder Hurdøling genannt. Offizielle Schriftsprache ist Bokmål, also die weiter verbreitete der beiden norwegischen Sprachformen.
| Jahr          | 1986 | 1990 | 1995 | 2000 | 2005 | 2010 | 2015 | 2020 | 2025 |
| ------------- | ---- | ---- | ---- | ---- | ---- | ---- | ---- | ---- | ---- |
| Einwohnerzahl | 2495 | 2545 | 2548 | 2648 | 2602 | 2617 | 2752 | 2854 | 3022 |

## Geschichte

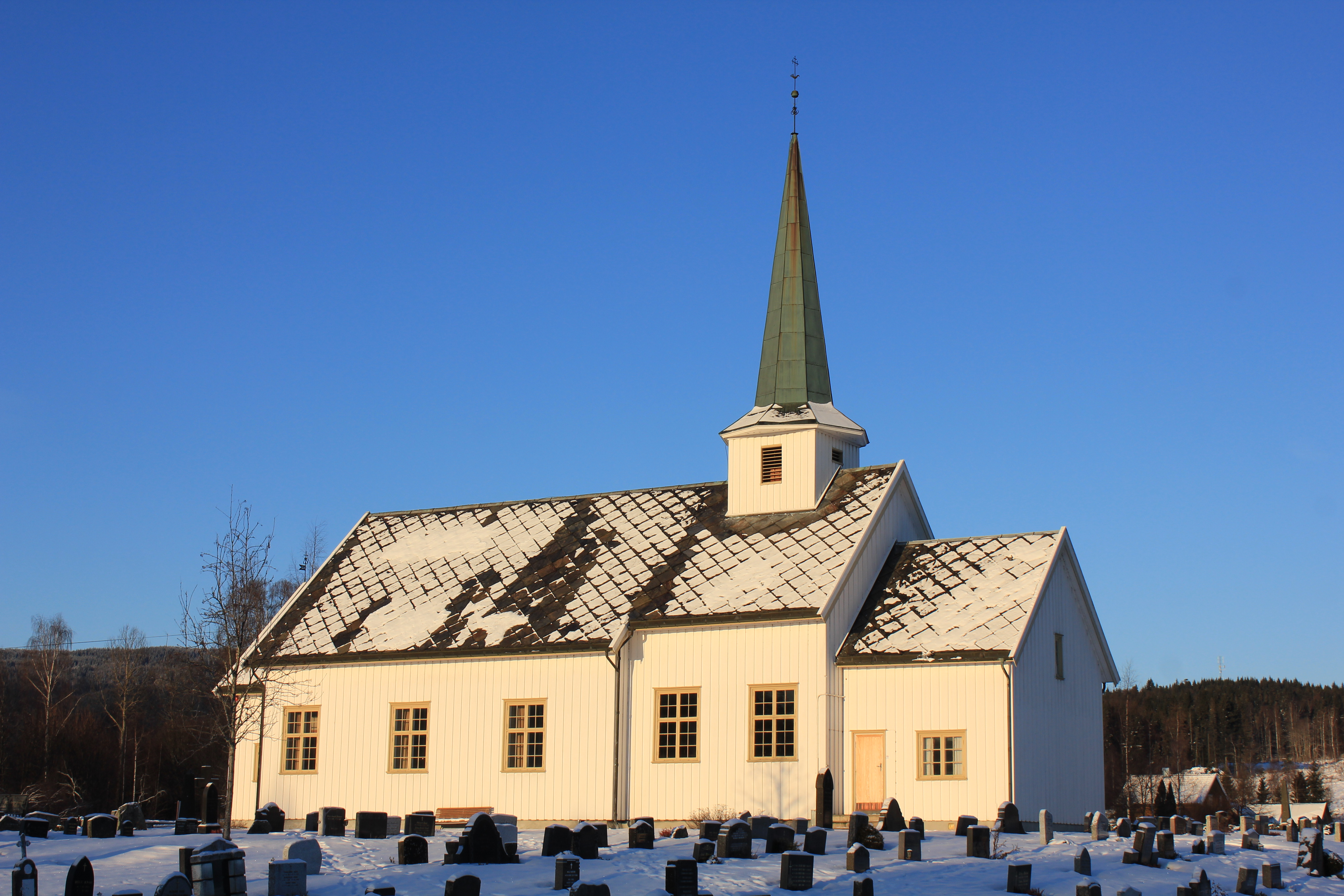
Hurdal kirke

Die Kommune Hurdal wurde im Rahmen der Einführung der lokalen Selbstverwaltung im Jahr 1837 gegründet. Zum 1. Januar 1870 erfolgte die Abspaltung von Feiring mit 1253 Einwohnern. Hurdal verblieb mit 2605 Einwohnern. Feiring ging zum Jahresbeginn 1964 in Eidsvoll auf. Nach einer landesweiten Regionalreform gehörte Hurdal von 2020 bis 2023 zum Fylke Viken.
Im Gemeindegebiet befinden sich Hügelgräber aus der Bronzezeit. Im 17. Jahrhundert siedelten in Hurdal finnische Familien. Diese finnische Besiedlung zeigt sich noch heute in einigen für die Gegend eigentlich untypischen Ortsnamen. Von 1755 bis 1895 war nördlich von Torget das Hurdal Glassverk ansässig, das etwa um das Jahr 1880 mit etwa 300 Arbeitern als das größte Glaswerk Norwegens zählte. Des Weiteren wurden mehrere Eisenbergwerke in Hurdal betrieben. Die Hurdal kirke ist eine Holzkirche aus dem Jahr 1681. Die Kirche ersetzte eine vorher in Hurdal als Kirche genutzte Stabkirche. Die Skrukkeli kapell wurde 1923 fertiggestellt. Sie ist in Holz erbaut und war ein Geschenk des Gutsbesitzers Haaken Mathiesen.
Im Jahr 2021 wurde in einem Hotel in der Kommune die Koalitionsverhandlungen geführt, die in der Bildung der Regierung Støre endeten. Der Koalitionsvertrag wurde unter dem Namen Hurdalsplattformen bekannt.

## Infrastruktur und Wirtschaft

### Verkehr

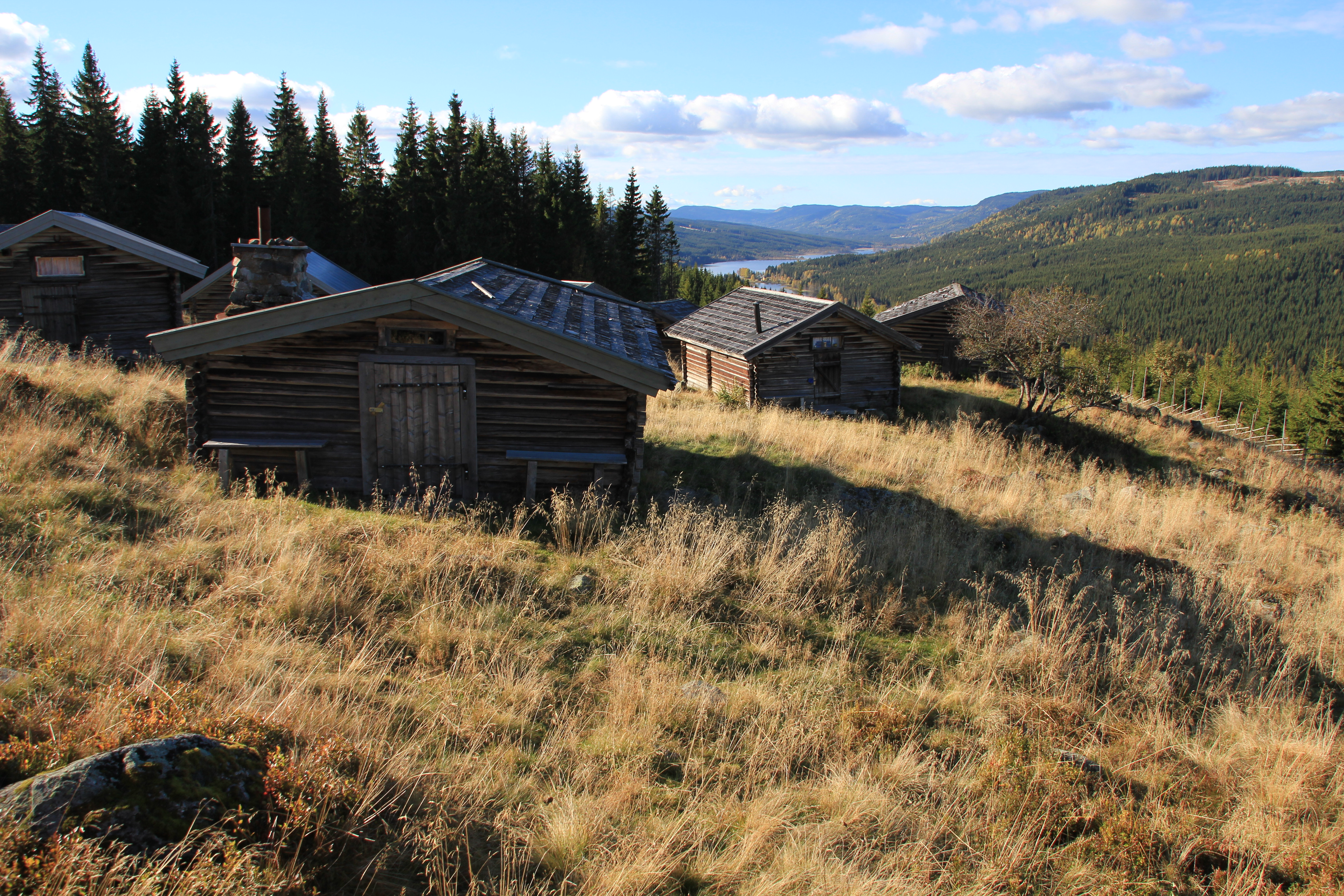
Hütten der Alm Knaisetra

An beiden Uferseiten des Hurdalsjøen verlaufen Fylkesveier. Am Westufer der Fylkesvei 120, am Ostufer der Fylkesvei 180. Beide stellen in den Süden die Verbindung zur außerhalb der Kommune verlaufenden Europastraße 6 (E6) her und damit auch zum Flughafen Oslo-Gardermoen in der weiter südlich gelegenen Kommune Ullensaker her. Der Fylkesvei 180 führt zudem unter anderem am Norden des Sees Skrukkelisjøen entlang in den Westen zum in der Kommune Gran verlaufenden Riksvei 4.

### Wirtschaft
Traditionell wurden in Hurdal viele kleinere Bauernhöfe betrieben. Häufig war die Tätigkeit in der Landwirtschaft mit einer Arbeit im Holzunternehmen Mathiesen Eidsvold Værk verbunden. Zwar ist die Forstwirtschaft weiterhin von Bedeutung, jedoch gingen die dort verorteten Arbeitsplätze stark zurück. Die lokale Industrie baut vor allem auf der Holzverarbeitung auf. Tourismus ist sowohl in der Winter- als auch der Sommersaison von Bedeutung. Das Hurdal Skisenter ist eines der größten Alpinanlagen des Großraums Oslo. Im Jahr 2020 arbeiteten von etwa 1300 Arbeitstätigen nur knapp 560 in Hurdal selbst, jeweils über 100 waren in den Kommunen Ullensaker, Eidsvoll und Oslo tätig.

## Wappen und Name
Das seit 1988 offizielle Wappen zeigt einen goldenen Tannenzapfen auf grünem Hintergrund und steht für die vielen Tannenbäume im Hurdaler Waldgebiet. Hurdal wurde bereits im Jahr 1346 als Hurdardalr erwähnt, spätere bekannte Bezeichnungen waren Urdudalr im Jahr 1376 und Urdadalr um das Jahr 1400 herum. Der Name leitet sich wohl vom altnordischen Namen Hurðardalr ab, wobei der erste Teil vom Flussnamen Hurð abstammt.

## Persönlichkeiten
- Harald Sunde (* 1954), General
- Roger Ruud (* 1958), Skispringer